# Kardinal-Faulhaber-Archiv
Das Kardinal-Faulhaber-Archiv ist ein Akten- und Bildarchiv zum Leben und Wirken von Michael Kardinal von Faulhaber (1869–1952), Erzbischof von München und Freising in den Jahren 1917 bis 1952. Es wird im Archiv des Erzbistums München und Freising aufbewahrt und umfasst Amtsakten sowie seinen persönlichen Nachlass.
Das Archiv wurde im Juni 2002 – zehn Jahre vor Ablauf der 60-jährigen Sperrfrist für Bischofsnachlässe – anlässlich des 50. Todestages Faulhabers uneingeschränkt für die Forschung geöffnet.